# José Carlos Rodrigo Breto
José Carlos Rodrigo Breto (Madrid, 26 de abril de 1967) es un escritor español. Licenciado en Periodismo y Teoría de la literatura y Literatura Comparada, y máster en Estudios Literarios, Literatura Hispanoamericana y Literatura española en la Universidad Complutense de Madrid.
En 2015 obtuvo un doctorado, con una tesis de 1000 páginas, titulada Ismaíl Kadaré y la gran estratagema, sobre la obra literaria del escritor Ismaíl Kadaré. Es el mayor experto español en la obra de Kadare.
Es también el autor de algunas novelas, como, por ejemplo Noche y Niebla (2000) que fue finalista del Premio Joven UCM. Contribuye con artículos en periódicos y revistas. 

## Obras

### Narrativa
- Noche y niebla (2000).
- Los pequeños caballos azules (2003).
- El vaso Canope (2006).
- Kafkarama (2008).
- Casillero del diablo (2013).
- Ficción Gramatical (2020).[7]
- Squonk (2023).

### Ensayo
- Ismaíl Kadaré y la gran estratagema (2018).
- Mircea Cӑrtӑrescu. El hacedor de insomnios (2023).